# Tour der British Lions nach Südafrika 1896
| Tour der British Lions nach Südafrika 1896 | Tour der British Lions nach Südafrika 1896 | Tour der British Lions nach Südafrika 1896 | Tour der British Lions nach Südafrika 1896 | Tour der British Lions nach Südafrika 1896 |
| Übersicht                                  | S                                          | G                                          | U                                          | N                                          |
| ------------------------------------------ | ------------------------------------------ | ------------------------------------------ | ------------------------------------------ | ------------------------------------------ |
| Test Matches                               | 04                                         | 03                                         | 0                                          | 1                                          |
| Sonstige Spiele                            | 17                                         | 16                                         | 1                                          | 0                                          |
| Gesamt                                     | 21                                         | 19                                         | 1                                          | 1                                          |
|                                            |                                            |                                            |                                            |                                            |
| Südafrika                                  | 04                                         | 03                                         | 0                                          | 1                                          |

Die Tour der British Lions nach Südafrika 1896 war eine Rugby-Union-Tour der als British Isles bezeichneten Auswahlmannschaft und somit eine der ersten Touren der heutigen British and Irish Lions. Die Mannschaft reiste 1896 zum zweiten Mal nach Südafrika. Von Juli bis September bestritt sie 21 Spiele, darunter vier Test Matches gegen die Springboks. Die britische Auswahl gewann die Testserie mit 3:1 und blieb in den übrigen 17 Spielen gegen weitere Auswahlteams ungeschlagen.

## Ereignisse
Mit dem Kapitän John Hammond und dem Stürmer Froude Hancock standen zwei erfahrene Spieler von der 1891er-Tour im Kader. Zum ersten Mal gab es auch ein nennenswertes irisches Kontingent in der Mannschaft. Neun Iren waren in der 21-köpfigen Gruppe vertreten. Dazu gehörten Crean, Lawrence Bulger, Jim Sealy, Andrew Clinch und Louis Magee, die Irland eben erst zum Gewinn der Home Nations Championship 1896 verholfen hatten.
Robert Johnston hatte 1893 zwei Test Matches für Irland bestritten. Die anderen drei – Arthur Meares, Cecil Boyd und James Magee (der Bruder von Louis) – hatten zum Zeitpunkt dieser Reise noch kein Test Match für Irland absolviert. Crean und die Magee-Brüder gehörten zu den wenigen Katholiken in der Gruppe und baten am Sonntag nach ihrer Ankunft darum, von einem Ausflug nach Hout Bay befreit zu werden. Auf die Frage nach dem Grund für diese Weigerung gaben sie zu, dass sie drei Sonntage an Bord des Schiffes ohne Messe gewesen seien und gerne die Kirche besuchen würden. Das Management antwortete, dass sie alle in ihre jeweiligen Kirchen gehen könnten, wenn sie wollten, und dass die Ausflüge danach beginnen würden.
Hammonds Mannschaft galt als herausragend, aber als vergleichsweise schwach in der Dreiviertelreihe. Louis Magee und der englische Außenverteidiger F. J. Byrne waren die Stars der Hintermannschaft, doch die von Crean inspirierte Sturmlinie legte den Grundstein für den Erfolg des Teams. Hammond verletzte sich früh auf der Tour, und Crean übernahm in seiner Abwesenheit die Führung. Das einzige Unentschieden der Mannschaft kam in einem frühen Spiel gegen die Western Province zustande. Vor dem Spiel bestand der neue Premierminister der Kolonie, Sir Gordon Sprigg, darauf, die Reisegruppe in der großartigen Manier seines Vorgängers Cecil Rhodes zu unterhalten. Crean, der Kapitän des Tages, witterte eine List und warnte seine Spieler eindringlich, beim Mittagessen ihren Champagner-Konsum auf vier Becher zu beschränken, aber anscheinend hatten einige den Überblick verloren. Sie kamen mit einem glücklichen 0:0-Unentschieden davon, doch in einem späteren Spiel revanchierte sich eine wesentlich nüchternere Mannschaft mit einem 32:0-Sieg, dem höchsten Sieg der Tour.
Gegen eine südafrikanische Mannschaft, die von Ferdie Aston, dem Bruder von Randolph Aston (einem Mitglied der britischen Mannschaft von 1891), als Kapitän angeführt wurde, dominierten die Briten die gesamte Zeit über im Sturm, konnten aber beim 8:0-Sieg nur zwei Versuche erzielen. Im zweiten Test Match erzielten die Südafrikaner ihre ersten Versuche im internationalen Rugby, verloren aber dennoch mit 17:8. Im dritten Test Match führten die Gastgeber sogar, mussten sich aber mit 3:9 geschlagen geben, wobei Byrne mit einer Erhöhung und einem Dropgoal einen Rekord aufstellte. Er war der einzige Spieler, der auf einer Südafrika-Tournee 100 Punkte erzielte, bis 1960 der Neuseeländer Don Clarke seinen Rekord übertraf. Südafrika verbesserte sich und gewann das letzte Test-Match in Kapstadt mit 5:0. Es war der bis dahin makellose Byrne, der nach einem Ballverlust den Angriff einleitete, aus dem Arthur Larard den einzigen Versuch des Spiels erzielte.
Wie bei der Tour 1891 traten die Spieler in rot-weiß gestreiften Trikots und dunkelblauen Shorts an.

## Spielplan
- Hintergrundfarbe grün = Sieg
- Hintergrundfarbe gelb = Unentschieden
- Hintergrundfarbe rot = Niederlage

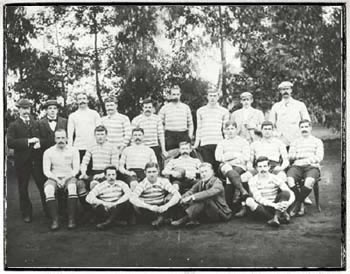
Gruppenfoto der britischen Mannschaft

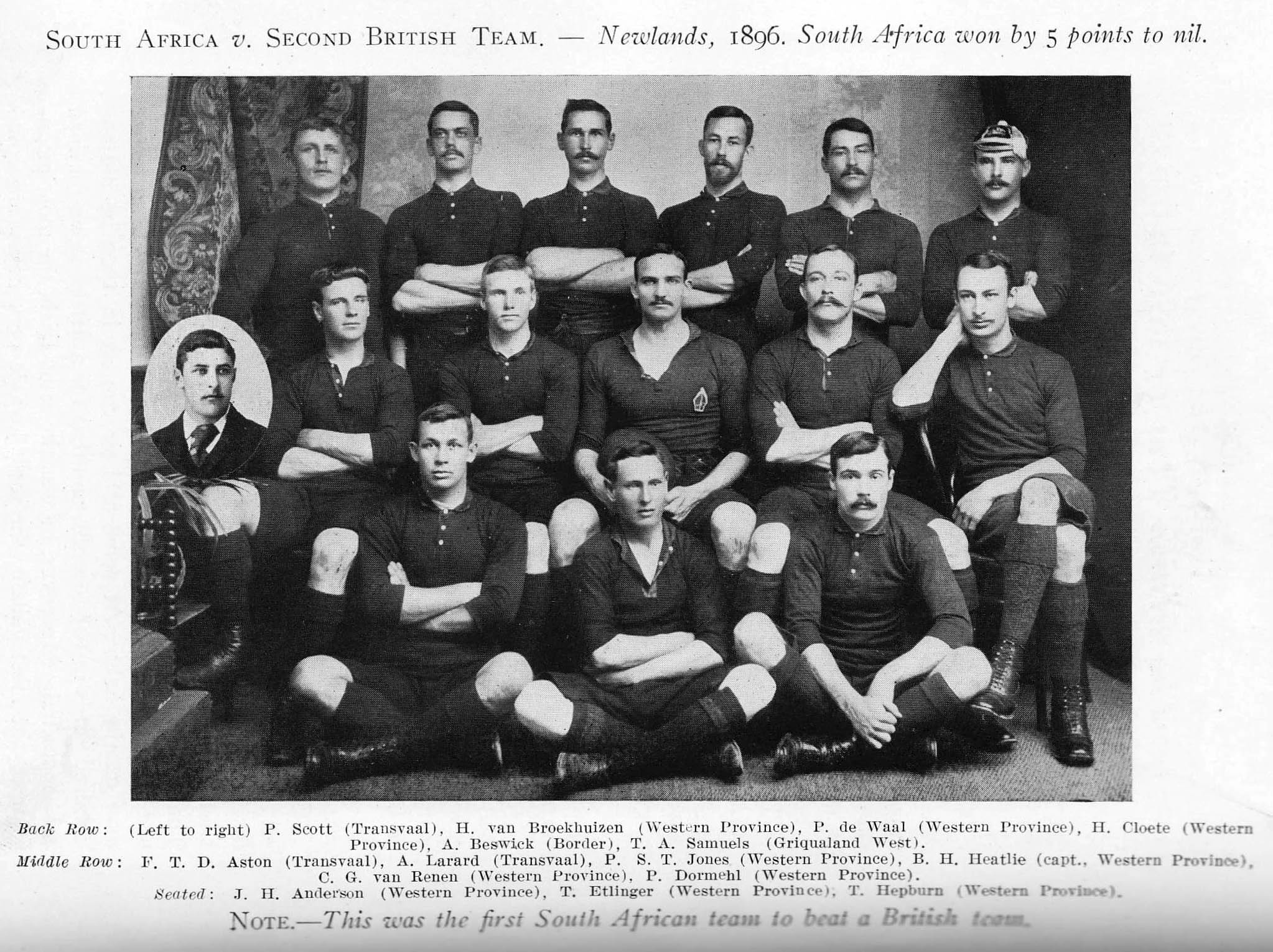
Die südafrikanische Mannschaft, die das vierte Test Match gewann

(Test Matches sind grau unterlegt; Ergebnisse aus der Sicht der Lions)
| #  | Datum              | Gegner               | Ort                 | Stadion                 | Ergebnis |
| -- | ------------------ | -------------------- | ------------------- | ----------------------- | -------- |
| 01 | 11. Juli 1896      | Cape Town Clubs      | Kapstadt            | Newlands Stadium        | 14:9     |
| 02 | 13. Juli 1896      | Suburban Clubs       | Kapstadt            | Newlands Stadium        | 8:0      |
| 03 | 15. Juli 1896      | Western Province     | Kapstadt            | Newlands Stadium        | 0:0      |
| 04 | 18. Juli 1896      | Griqualand West      | Kimberley           |                         | 11:9     |
| 05 | 22. Juli 1896      | Griqualand West      | Kimberley           |                         | 16:0     |
| 06 | 25. Juli 1896      | Port Elizabeth       | Port Elizabeth      |                         | 26:3     |
| 07 | 28. Juli 1896      | Eastern Province     | Port Elizabeth      |                         | 18:0     |
| 08 | 30. Juli 1896      | Südafrika            | Port Elizabeth      | Crusaders Ground        | 8:0      |
| 09 | 01. August 1896    | Grahamstown          | Grahamstown         |                         | 20:0     |
| 10 | 04. August 1896    | King William’s Town  | King William’s Town |                         | 25:0     |
| 11 | 06. August 1896    | East London          | East London         |                         | 17:0     |
| 12 | 08. August 1896    | Queenstown           | Queenstown          |                         | 25:0     |
| 13 | 12. August 1896    | Johannesburg Country | Johannesburg        |                         | 7:0      |
| 14 | 15. August 1896    | Transvaal            | Johannesburg        |                         | 16:3     |
| 15 | 17. August 1896    | Johannesburg Town    | Johannesburg        |                         | 18:0     |
| 16 | 19. August 1896    | Transvaal            | Johannesburg        |                         | 16:5     |
| 17 | 22. August 1896    | Südafrika            | Johannesburg        | Wanderers Grounds       | 17:8     |
| 18 | 26. August 1896    | Kapkolonie           | Kimberley           |                         | 7:0      |
| 19 | 29. August 1896    | Südafrika            | Kimberley           | Kimberley Athletic Club | 9:3      |
| 20 | 03. September 1896 | Western Province     | Kapstadt            | Newlands Stadium        | 32:0     |
| 21 | 05. September 1896 | Südafrika            | Kapstadt            | Newlands Stadium        | 0:5      |

## Test Matches
| 30. Juli 1896 | Südafrika | 0 : 8         | Großbritannien                           | Crusaders Ground, Port Elizabeth Zuschauer: 7.500 Schiedsrichter: Henry Kemsley (Südafrika) |
| 30. Juli 1896 |           | (0:3) Bericht | Versuche: Bulger Carey Erhöhungen: Byrne | Crusaders Ground, Port Elizabeth Zuschauer: 7.500 Schiedsrichter: Henry Kemsley (Südafrika) |

Aufstellungen:
- Südafrika: John Anderson, Ferdie Aston , Michael Bredenkamp, Frank Douglass, Corbett Gorton, Frank Guthrie, Barry Heatlie, Dominic Lyons, PJ Meyer, Francis Myburgh, Ernest Olver, Paul Scott, Percy Twentyman-Jones, Charles van Renen, Johannes Wessels
- Großbritannien: Cecil Boyd, Lawrence Bulger, J. F. Byrne, Walter Carey, Andrew Clinch, Thomas Crean, Froude Hancock, Robert Johnston, Osbert Mackie, Louis Magee, William Mortimer, Cuthbert Mullins, James Sealy, Alexander Todd, Matthew Mullineux

| 22. August 1896 | Südafrika                              | 8 : 17        | Großbritannien                                                   | Wanderers Ground, Johannesburg Zuschauer: 5.000 Schiedsrichter: Gordon Beves (Südafrika) |
| 22. August 1896 | Versuche: Samuels (2) Erhöhungen: Cope | (0:5) Bericht | Versuche: Crean Hancock Todd Erhöhungen: Byrne Dropgoals: Mackie | Wanderers Ground, Johannesburg Zuschauer: 5.000 Schiedsrichter: Gordon Beves (Südafrika) |

Aufstellungen:
- Südafrika: Benjamin Andrew, Ferdie Aston , Allan Beswick, Davie Cope, James Crosby, Charles Devenish, George Devenish, Hamish Forbes, Arthur Larard, Thomas Mellet, Theo Samuels, Paul Scott, Christie Smith, Walter Taberer, Johannes Wessels
- Großbritannien: Sydney Bell, Lawrence Bulger, J. F. Byrne, Walter Carey, Andrew Clinch, Thomas Crean, John Hammond, Froude Hancock, Robert Johnston, Osbert Mackie, James Magee, Louis Magee, William Mortimer, James Sealy, Alexander Todd

| 29. August 1896 | Südafrika                 | 3 : 9         | Großbritannien                                      | Kimberley Athletic Club, Kimberley Zuschauer: 2.000 Schiedsrichter: William Bisset (Südafrika) |
| 29. August 1896 | Versuche: Twentyman-Jones | (3:0) Bericht | Versuche: Mackie Erhöhungen: Byrne Dropgoals: Byrne | Kimberley Athletic Club, Kimberley Zuschauer: 2.000 Schiedsrichter: William Bisset (Südafrika) |

Aufstellungen:
- Südafrika: John Anderson, Ferdie Aston , Allan Beswick, Michael Bredenkamp, William Cotty, Pieter Dormehl, Edward Kelly, Albert Powell, John Powell, Theo Samuels, Paul Scott, Christie Smith, Daniel Theunissen, Percy Twentyman-Jones, Johannes Wessels
- Großbritannien: Sydney Bell, Lawrence Bulger, J. F. Byrne, Walter Carey, Andrew Clinch, Thomas Crean, Froude Hancock, Robert Johnston, Osbert Mackie, Louis Magee, Arthur Meares, William Mortimer, Cuthbert Mullins, James Sealy, Alexander Todd

| 5. September 1896 | Südafrika                            | 5 : 0         | Großbritannien | Newlands Stadium, Kapstadt Zuschauer: 3.500 Schiedsrichter: Alfred Richards (Südafrika) |
| 5. September 1896 | Versuche: Larard Erhöhungen: Hepburn | (5:0) Bericht |                | Newlands Stadium, Kapstadt Zuschauer: 3.500 Schiedsrichter: Alfred Richards (Südafrika) |

Aufstellungen:
- Südafrika: John Anderson, Ferdie Aston, Sydney Bell, Allan Beswick, Lawrence Bulger, Henry Cloete, Paul de Waal, Pieter Dormehl, Thomas Etlinger, Barry Heatlie , Thomas Hepburn, Arthur Larard, Theo Samuels, Percy Twentyman-Jones, Paul Scott, Herman van Broekhuizen, Charles van Renen
- Großbritannien: Sydney Bell, Lawrence Bulger, J. F. Byrne, Walter Carey, Andrew Clinch, Thomas Crean, John Hammond, Froude Hancock, Osbert Mackie, James Magee, Louis Magee, Arthur Meares, William Mortimer, James Sealy, Alexander Todd

## Kader

### Management
- Tourmanager: Roger Walker
- Kapitän: John Hammond

### Spieler
| Spieler           | Position         | Mannschaft                      |
| ----------------- | ---------------- | ------------------------------- |
| Sydney Bell       | Halbspieler      | Cambridge University RUFC       |
| Louis Magee       | Halbspieler      | Bective Rangers                 |
| Matthew Mullineux | Halbspieler      | Blackheath FC                   |
| Cecil Boyd        | Dreiviertelreihe | Dublin University Football Club |
| Lawrence Bulger   | Dreiviertelreihe | Dublin University Football Club |
| Osbert Mackie     | Dreiviertelreihe | Cambridge University RUFC       |
| James Magee       | Dreiviertelreihe | Bective Rangers                 |
| C. O. Robinson    | Dreiviertelreihe | Northumberland                  |
| J. F. Byrne       | Schlussmann      | Moseley RFC                     |

| Spieler          | Position | Mannschaft                      |
| ---------------- | -------- | ------------------------------- |
| Walter Carey     | Stürmer  | Oxford University RFC           |
| Andrew Clinch    | Stürmer  | Dublin University Football Club |
| Thomas Crean     | Stürmer  | Wanderers FC                    |
| John Hammond     | Stürmer  | Cambridge University RUFC       |
| Froude Hancock   | Stürmer  | Blackheath FC                   |
| Robert Johnston  | Stürmer  | Wanderers FC                    |
| G. W. Lee        | Stürmer  | Rockcliff                       |
| Arthur Meares    | Stürmer  | Dublin University Football Club |
| William Mortimer | Stürmer  | Marlborough Nomads              |
| Cuthbert Mullins | Stürmer  | Oxford University RFC           |
| James Sealy      | Stürmer  | Dublin University Football Club |
| Alexander Todd   | Stürmer  | Blackheath FC                   |